# Стефан Богданов (разузнавач)
 Тази статия е за разузнавача.  За генерала вижте Стефан Богданов.  
Стефан Иванов Богданов (1910 – 1986) е български и съветски разузнавач, първи началник на отделение „Б“ на Държавна сигурност – за контраразузнаване (септември 1944 – 1949).

## Биография
Роден е на 17 март 1910 г. в Трявна. От 1927 г. е технически секретар на ОК на БКП в Търново. Завършва Висшата партийна школа на Коминтерна в Москва (1932 – 1933). Учи в Софийския университет, но е изключен, след като напада български офицер в защита на свой другар-комунист. След това е привлечен като инструктор на ЦК на БКМС.
През 1937 г. е назначен за сътрудник на съветския военен аташе в София и започва работа за съветското Главно разузнавателно управление, създавайки резидентурна група с клонове в София, Пловдив и Варна. През 1942 година дейността му е разкрита и е осъден на 5 години затвор. По същото време неговият брат Петър Богданов е разстрелян по процеса срещу ЦК на БКП.
След 9 септември 1944 г. Богданов е освободен от затвора и става началник на контраразузнавателното Отделение „Б“ в „Държавна сигурност“. В края на 1948 година е отстранен от контраразузнаването и след кратък престой начело на Следствения отдел на „Държавна сигурност“ е напълно отстранен от службите. За кратко е завеждащ културния сектор в Комитета за наука, изкуство и култура под прякото ръководство на бъдещия лидер на БКП Вълко Червенков.
На 21 септември 1949 г. Богданов е арестуван и подложен на жестоки изтезания от доскорошните му колеги. През 1951 г. е осъден на 15 години затвор с обвинение, че е привърженик на Трайчо Костов. Излежава присъдата си в Бургаския затвор и в концлагера „Белене“. През 1956 г. е освободен предсрочно и реабилитиран. Богданов е категоричен, че жестокостите в затворите и лагерите на НРБ надвишават многократно тези в лагерите преди 9 септември 1944 г.
Работи в „Българска кинематография“ и „Българска фотография“. В периода 1965 – 1969 г. е търговски аташе в Швейцария. От 1970 г. е съветник на министъра на земеделието и после съветник в Държавния комитет по туризма. През 1981 г. е арестуван, разследван и изключен от БКП заради изнасяне на мемоарите на Благой Попов в Швейцария.
Умира в Саарбрюкен на 28 май 1986 г. През 1991 г. посмъртно са издадени спомените му „Две смърти няма, а без една не може“.